# Campeonato Paraguaio de Futebol de 1921
O Campeonato Paraguaio de Futebol de 1921 foi o décimo quinto torneio desta competição.  Participaram dez equipes. Não participou o Sastre Sport, de Assunção, rebaixado no ano anterior. O campeão do Campeonato Paraguaio de Futebol de 1920 - Segunda Divisão, foi o clube "B" do Club Cerro Porteño, por isso o vice-campeão deste torneio foi ascendido.
| Equipe                | Cidade   | Departamento     | No ano anterior                                                           | Estádio | Capacidade | Títulos                    | Participações |
| --------------------- | -------- | ---------------- | ------------------------------------------------------------------------- | ------- | ---------- | -------------------------- | ------------- |
| Atlántida Sport Club  | Assunção | Distrito Capital | Quarto Lugar                                                              | --      | --         | 0 (não possui)             | 8             |
| Club River Plate      | Assunção | Distrito Capital | Nono Lugar                                                                | --      | --         | 0 (não possui)             | 8             |
| Club Cerro Porteño    | Assunção | Distrito Capital | Terceiro Lugar                                                            | --      | --         | 4 (1913, 1915, 1918, 1919) | 9             |
| Club Guaraní          | Assunção | Distrito Capital | Oitavo Lugar                                                              | --      | --         | 2 (1906,1907 )             | 14            |
| Club Nacional         | Assunção | Distrito Capital | Sexto Lugar                                                               | --      | --         | 2 (1909, 1911)             | 15            |
| Club Olimpia          | Assunção | Distrito Capital | Vice Campeão                                                              | --      | --         | 4 (1912, 1914, 1916, 1917) | 15            |
| Sol de América        | Assunção | Distrito Capital | Sétimo Lugar                                                              | --      | --         | 0 (não possui)             | 10            |
| Club Libertad         | Assunção | Distrito Capital | Campeão                                                                   | --      | --         | 2 (1910, 1920)             | 10            |
| Club Atlético Triunfo | Assunção | Distrito Capital | Vice Campeão do Campeonato Paraguaio de Futebol de 1920 - Segunda Divisão | --      | --         | 0 (não possui)             | 1             |
| Club Presidente Hayes | Assunção | Distrito Capital | Quinto Lugar                                                              | --      | --         | 0 (não possui)             | 3             |

## Premiação
| Campeonato Paraguaio 1921 Primeira Divisão |
| Assunção                                   |
| ------------------------------------------ |
| Club Guarani Campeão (3º título)           |